# Zack Steffen
Zackary Thomas Steffen (sinh ngày 2 tháng 4 năm 1995) là một cầu thủ bóng đá chuyên nghiệp người Mỹ, đóng vai trò là thủ môn cho câu lạc bộ Colorado Rapids tại Major League Soccer và Đội tuyển quốc gia Hoa Kỳ.

## Đầu đời
Sinh ra ở Coatesville, Pennsylvania, anh bắt đầu chơi bóng từ năm 5 tuổi với giải đấu điền kinh địa phương West Bradford. Anh bắt đầu sự nghiệp bóng đá trong một hậu vệ với câu lạc bộ địa phương West Chester United. Anh chuyển sang trở thành thủ môn từ năm 10 tuổi sau khi thủ môn của đội anh không thể tham gia một trận đấu. Anh gia nhập FC DELCO năm 2008, chơi cho câu lạc bộ trong Học viện phát triển bóng đá Hoa Kỳ cho đến trung học. Anh theo học tại trường Malvern cho năm thứ nhất và năm thứ hai  trước khi chuyển đến trường trung học Downingtown West, xuất hiện Whippets vào mùa thu và chơi với  vào Downingtown, anh được đặt tên là MVP của Ches-Mont League với tư cách là cấp cao trong khi kiếm được tất cả các danh hiệu PIAA và toàn Mỹ.
anh L một trong những cầu thủ đầu tiên đến từ Học viện Philadelphia Union, chơi cho đội U17 Union năm 2012. Anh là một phần của đội đã giành Cup Adidas thế hệ 2012, đánh bại Học viện Toronto FC trong loạt sút luân lưu; Đội hình cũng bao gồm các chuyên gia tương lai Connor Maloney, Zach Pfeffer, Drew Skundrich, Brian White, và Zach Zandi, cũng như kicker tương lai của bang Pennsylvania Joey Julius và được huấn luyện bởi Jim Curtin. Steffen được xếp hạng là không. TopDrawerSoney.com, 1 thủ môn trong cả nước và cam kết chơi hết mình cho HLV Sasho Cirovski và Maryland Terrapins, một phần của lớp xếp thứ ba toàn quốc và cũng bao gồm Alex Crognale, Daniel Johnson và Chris Odoi-Atsem.

## Câu lạc bộ sự nghiệp
Sau mùa giải thứ hai tại Maryland, anh ấy rời Terrapins và ký hợp đồng chuyên nghiệp với câu lạc bộ Đức SC Freiburg. Anh đến câu lạc bộ giữa mùa giải 2014-15 và được chỉ định vào SC Freiburg II, đội dự bị của câu lạc bộ đang chơi ở Vùng thứ tư Südwest. Steffen vào băng ghế dự bị hai lần ở Freiburg II, nhưng đã không ra mắt cho dự bị cho đến mùa giải tiếp theo.
Vào ngày 1 tháng 8 năm 2015, Anh đã ra mắt cho khu bảo tồn Freiburg với khởi đầu 1. FC Saarbrücken; anh ấy giữ sạch lưới trong trận hòa 0. Anh đã giành được chiến thắng đầu tiên với đội bóng vào ngày 26 tháng 9, đánh dấu lần xuất hiện thứ năm của anh với chiến thắng 2 trận0 trước SV Saar 05 Saarbrücken. anh tiếp tục ra sân 14 lần cho Freiburg II trong mùa giải 2015-16, mặc dù câu lạc bộ đã kết thúc ở vị trí thứ 15 tại Vùng Südwest rồi bị xuống hạng ở Oberliga. Trước mùa giải 2016-17 SC Freiburg, Steffen đang tập luyện cùng đội bóng cao cấp; báo cáo ra khỏi Đức tuyên bố rằng ông sẽ trở thành thủ môn lựa chọn thứ ba của Freiburg cho mùa giải sắp tới, đứng sau ngôi sao được cho là Alexander Schwolow và Patric Klandt.

### Columbus crew SC

#### Cho vay đến Pittsburgh
Anh trở lại Hoa Kỳ vào ngày 22 tháng 7 năm 2016, ký hợp đồng với câu lạc bộ bóng đá Major League Columbus Crew SC với tư cách là Discovery Signing. Mặc dù trước đây anh đã từng chơi cho Học viện Liên minh, anh đã không đăng nhập đủ thời gian đào tạo với Philadelphia để đủ điều kiện là Người chơi trong nhà and chưa bao giờ được Liên minh cung cấp hợp đồng. anh gia nhập phi hành đoàn sau khi thủ môn chuỗi thứ ba Matt Pacifici có mùa giải kết thúc bằng chấn động,, nhưng vẫn xếp sau Steve Clark and Brad Stuver trên bảng xếp hạng chuyên sâu. Sau khi xuất hiện một lần trên băng ghế dự bị cho phi hành đoàn, anh đã được cho mượn tới câu lạc bộ United Soccer League Pittsburgh Riverhound vào ngày 13 tháng 8. Khoản vay này dựa trên cơ sở từng trận đấu trong phần còn lại của mùa giải 2016. Anh ra mắt Riverhound cùng ngày hôm đó, thực hiện sáu pha cứu thua trong chiến thắng 2-1 trước Bethlehem Steel FC, and sẽ tiếp tục ra sân chín lần trong năm cho Pittsburgh. anh cũng được đặt tên cho băng ghế dự bị ba lần cho phi hành đoàn mà không xuất hiện.

#### Người khởi xướng ở Columbus
Trước mùa giải 2017, Steffen được mệnh danh là thủ môn bắt đầu của phi hành đoàn sau khi đánh bại Stuver and Logan  để giành lấy công việc. Anh ra mắt câu lạc bộ trong trận mở màn mùa giải, thực hiện hai pha cứu thua trong trận hòa 1-1 với Chicago Fire. Anh ấy sẽ không từ bỏ công việc, bắt đầu tất cả 34 trận đấu thường xuyên cho Đội và dẫn dắt câu lạc bộ đến bến Playoffs MLS Cup sau khi bỏ lỡ năm 2016. Trên đường đi, anh hai lần ghi được bảy pha cứu thua xuất sắc: chống lại Orlando City vào ngày 19 tháng 8 và New York City  vào ngày 22 tháng 10. Ở vòng đấu loại trực tiếp vòng Playoff MLS Cup 2017, anh "có trận đấu của cuộc đời mình" với Atlanta United. Anh thực hiện tám pha cứu thua trong 120 phút điều tiết và thêm thời gian, sau đó lưu hai cú sút trong loạt sút luân lưu khi Phi hành đoàn tiến lên 3-1 trên chấm phạt đền. anh đã có 39 lần ra sân trong mùa giải khi phi hành đoàn bị loại trong trận chung kết hội nghị bởi Toronto.

### Manchester City
Anh đã ký hợp đồng với câu lạc bộ tiếng Anh Manchester City vào ngày 9 tháng 7 năm 2019. Việc chuyển nhượng, với mức phí ước tính lên tới 7 triệu Đô La, đã được hai câu lạc bộ đồng ý vào ngày 11 tháng 12 năm 2018; anh vẫn ở lại với Columbus cho đến khi mở cửa sổ chuyển nhượng mùa hè ở Major League Soccer trước khi chuyển ra nước ngoài. Mặc dù mức phí chính xác không được báo cáo, nhưng phi hành đoàn SC cho biết đây được coi "khoản tiền lớn nhất trong lịch sử câu lạc bộ anh được một câu lạc bộ MLS nhận được cho một thủ môn".

#### Cho mượn đến Düsser
Vào ngày 9 tháng 7, anh được cho mượn tới Fortuna Düsseldorf ở Bundesliga cho mùa giải 2019-20.

## Sự nghiệp quốc tế
anh là thủ môn khởi đầu cho đội bóng dưới 20 tuổi của Mỹ tại Giải vô địch U-20 CONCACAF 2015 anh U-20 World Cup 2015. Vào ngày 10 tháng 6 năm 2015, pha cứu thua đáng chú ý của anh ấy trên một cú đá phạt do  Barrera cố gắng đã giúp đội tuyển làm đảo lộn Colombia ở vòng 16 đội World Cup.
Vào ngày 16 tháng 5 năm 2016, anh đã nhận được cuộc gọi đầu tiên của mình đến đội tuyển quốc gia Hoa Kỳ cho một trại có trụ sở tại Puerto Rico. anh đã không xuất hiện, nhưng vào tháng 1 năm 2018, anh lại được gọi vào trại vì một trận giao hữu với Bosnia And Herzegovina, anh đã ra mắt. Anh xuất hiện lần thứ hai trong trận giao hữu với Paraguay, ghi lại trận đấu sạch lưới đầu tiên trong chiến thắng 1-0, vào ngày 27 tháng 3 năm 2018, tại Công viên bóng đá WakeMed ở Cary, Bắc Carolina. Vào ngày 9 tháng 6 năm 2018 tại sân vận động Olympique Lyonnais ở Lyon, anh đã ghi nhận bảy pha cứu thua trước thành viên vô địch World Cup 2018 đó chính là Pháp, bao gồm các pha cứu thua trong những giây phút hấp hối của Nave Fekir và Ousmane Dembélé, như United Hoa đã vẽ Pháp 1 -1.

## Thống kê sự nghiệp

### Câu lạc bộ
Tính đến 20 tháng 3 năm 2021
| Câu lạc bộ                    | Mùa giải            | Giải đấu             | Giải đấu | Giải đấu | Cúp quốc gia | Cúp quốc gia | Cúp liên đoàn | Cúp liên đoàn | Châu lục | Châu lục | Khác | Khác | Tổng cộng | Tổng cộng |
| Câu lạc bộ                    | Mùa giải            | Hạng                 | Trận     | Bàn      | Trận         | Bàn          | Trận          | Bàn           | Trận     | Bàn      | Trận | Bàn  | Trận      | Bàn       |
| ----------------------------- | ------------------- | -------------------- | -------- | -------- | ------------ | ------------ | ------------- | ------------- | -------- | -------- | ---- | ---- | --------- | --------- |
| SC Freiburg II                | 2014–15             | Regionalliga Südwest | 0        | 0        | –            | –            | –             | –             | –        | –        | –    | –    | 0         | 0         |
| SC Freiburg II                | 2015–16             | Regionalliga Südwest | 14       | 0        | –            | –            | –             | –             | –        | –        | –    | –    | 14        | 0         |
| SC Freiburg II                | Tổng cộng           | Tổng cộng            | 14       | 0        | 0            | 0            | 0             | 0             | 0        | 0        | 0    | 0    | 14        | 0         |
| Columbus Crew SC              | 2016                | MLS                  | 0        | 0        | 0            | 0            | –             | –             | –        | –        | –    | –    | 0         | 0         |
| Columbus Crew SC              | 2017                | MLS                  | 34       | 0        | 0            | 0            | –             | –             | –        | –        | 5    | 0    | 39        | 0         |
| Columbus Crew SC              | 2018                | MLS                  | 29       | 0        | 0            | 0            | –             | –             | –        | –        | 3    | 0    | 32        | 0         |
| Columbus Crew SC              | 2019                | MLS                  | 13       | 0        | 0            | 0            | –             | –             | –        | –        | –    | –    | 13        | 0         |
| Columbus Crew SC              | Tổng cộng           | Tổng cộng            | 76       | 0        | 0            | 0            | 0             | 0             | 0        | 0        | 8    | 0    | 84        | 0         |
| Pittsburgh Riverhounds (mượn) | 2016                | USL                  | 9        | 0        | 0            | 0            | –             | –             | –        | –        | –    | –    | 9         | 0         |
| Manchester City               | 2020–21             | Premier League       | 1        | 0        | 4            | 0            | 4             | 0             | 1        | 0        | –    | –    | 10        | 0         |
| Fortuna Düsseldorf (mượn)     | 2019–20             | Bundesliga           | 17       | 0        | 1            | 0            | 0             | 0             | 0        | 0        | 0    | 0    | 18        | 0         |
| Tổng cộng sự nghiệp           | Tổng cộng sự nghiệp | Tổng cộng sự nghiệp  | 107      | 0        | 4            | 0            | 4             | 0             | 1        | 0        | 8    | 0    | 124       | 0         |

### Quốc tế
Tính đến 30 tháng 3 năm 2022
| Hoa Kỳ    | Hoa Kỳ | Hoa Kỳ |
| Năm       | Trận   | Bàn    |
| --------- | ------ | ------ |
| 2018      | 6      | 0      |
| 2019      | 11     | 0      |
| 2020      | 2      | 0      |
| 2021      | 2      | 0      |
| 2022      | 8      | 0      |
| Tổng cộng | 29     | 0      |

## Danh hiệu

### Câu lạc bộ
Manchester City
- Premier League: 2020–21, 2021–22
- EFL Cup: 2020–21
- Á quân UEFA Champions League: 2020–21

### Đội tuyển quốc gia
Hoa Kỳ
- CONCACAF Nations League: 2019–20